# Teshel Cove
Die Teshel Cove (englisch; bulgarisch залив Тешел saliw Teschel) ist eine 1,3 km breite und 1,5 km lange Bucht an der Westküste von Low Island im Archipel der Südlichen Shetlandinseln. Sie liegt 6 km südlich des Kap Wallace und 8 km nördlich des Kap Garry.
Die bulgarische Kommission für Antarktische Geographische Namen benannte sie 2009 nach der Ortschaft Teschel im Süden Bulgariens.